# Neuville (Corrèze)
Neuville ist eine französische Gemeinde mit 203 Einwohnern (Stand 1. Januar 2022) im Département Corrèze in der Region Nouvelle-Aquitaine.

## Geografie
Die Gemeinde liegt im Zentralmassiv. Tulle, die Präfektur des Départements, befindet sich gut 20 Kilometer leicht nordwestlich und Argentat zehn Kilometer südöstlich.
Nachbargemeinden von Neuville sind Albussac im Norden, Saint-Chamant im Nordosten, Argentat-sur-Dordogne mit Argentat im Osten, Monceaux-sur-Dordogne und Saint-Hilaire-Taurieux im Süden sowie Ménoire im Westen.

## Wappen
Beschreibung: In Rot ein grünes silbergefasstes durchgehendes gemeines Kreuz.

## Einwohnerentwicklung
| Jahr      | 1962 | 1968 | 1975 | 1982 | 1990 | 1999 | 2007 | 2016 |
| Einwohner | 357  | 310  | 250  | 237  | 216  | 187  | 196  | 190  |